# 波号第百七潜水艦
波号第百七潜水艦（はごうだいひゃくななせんすいかん）は、日本海軍の潜水艦。波百一型潜水艦の7番艦。太平洋戦争末期に竣工して練習任務に従事し、戦後海没処分された。

## 艦歴
マル戦計画の輸送潜水艦小型、第4601号艦型の7番艦、仮称艦名第4607号艦として計画。1944年8月1日、三菱重工業神戸造船所で建造番号751番船として仮称艦名第4609号艦と同時に起工。9月1日、波号第百七潜水艦と命名されて波百一型潜水艦の7番艦に定められ、本籍を呉鎮守府と仮定。12月4日、艤装員事務所を三菱神戸造船所内に設置し事務を開始。20日、進水。
1945年2月7日竣工し、艤装員事務所を撤去。本籍を呉鎮守府に定められ、第六艦隊第十一潜水戦隊に編入。同日呉へ向け神戸発。14日から伊予灘で訓練に従事。
3月7日、別府湾に帰投。9日から再び伊予灘で訓練に従事。17日、大竹に帰投。18日、呉へ回航。20日、役務を呉鎮守府練習兼警備潜水艦に定められ、呉潜水戦隊第三十三潜水隊に編入。30日、大竹へ回航。以後、戦備作業と訓練に従事。6月中旬頃、舞鶴へ回航し訓練を継続。
終戦時は舞鶴に所在。11月30日、海軍省の廃止に伴い除籍。
1946年4月1日、五島列島キナイ島沖でアメリカ海軍により海没処分された。

## 潜水艦長
艤装員長
1. 竹崎俊二 大尉：1944年12月1日 - 1945年2月7日

潜水艦長
1. 竹崎俊二 大尉：1945年2月7日 - 1945年11月29日